# Ocinara ficicola
Ocinara ficicola is een vlinder uit de familie van de echte spinners (Bombycidae). De wetenschappelijke naam voor de soort is voor het eerst geldig gepubliceerd in 1889 door Ormerod.
De soort komt voor in het Afrotropisch gebied.